# 삼성 C6625
삼성 C6625(Samsung 6625)는 삼성전자가 2009년에 출시한 스마트폰이다.